# 사라 가마
사라 가마(이탈리아어: Sara Gama, 1989년 3월 27일 ~ )는 이탈리아의 콩고 민주 공화국계 여자 축구 선수이다. 포지션은 수비수이며, 현재 세리에 A 펨미닐레의 유벤투스에서 활동하고 있다.

## 클럽 경력
트리에스테에서 이탈리아인 어머니와 콩고 민주 공화국인 아버지 사이에서 태어났다. 2006년에 타바냐코에 입단하면서 세리에 A 펨미닐레 무대에 데뷔했으며 리그 52경기에 출전하여 4골을 기록했다. 2008-09 세리에 A 펨미닐레 시즌에서는 타바냐코가 3위를 차지하는 데에 기여했고 2007-08·2008-09 여자 코파 이탈리아 시즌에서는 타바냐코의 8강전 진출에 여했다.
2009년에 키아시엘리스로 이적한 이후에 리그 50경기에 출전하여 2골을 기록했고 2009-10 여자 코파 이탈리아 시즌에서 키아시엘리스가 결선 라운드에 진출하는 성과를 기록했다. 2010년에는 미국 USL W리그 소속 여자 축구 클럽인 팰리 블루스에 임대되었다.
2012년에 브레시아로 이적했다가 2013년에 프랑스 디비지옹 1 페미닌의 파리 생제르맹으로 이적했다. 2015년에 브레시아로 복귀했고 2015-16 시즌에서 브레시아의 세리에 A 펨미닐레 우승, 여자 코파 이탈리아 우승, 여자 수페르코파 이탈리아나 우승에 기여했다.
2017년에는 유벤투스로 이적했고 2017-18 시즌에서 유벤투스의 세리에 A 펨미닐레 우승에 기여했다. 2018-19 시즌에서는 유벤투스의 세리에 A 펨미닐레 우승, 여자 코파 이탈리아나 우승에 기여했다.

## 국가대표 경력
2006년 6월 17일에 열린 우크라이나와의 2007년 FIFA 여자 월드컵 유럽 지역 예선 원정 경기에 처음 출전하면서 이탈리아 여자 축구 국가대표팀 선수로 데뷔했다. 프랑스에서 개최된 2008년 UEFA U-19 여자 축구 선수권 대회에서는 이탈리아의 우승을 이끌면서 대회 MVP로 선정되었다.
핀란드에서 개최된 UEFA 여자 유로 2009, 스웨덴에서 개최된 UEFA 여자 유로 2013, 네덜란드에서 개최된 UEFA 여자 유로 2017에 참가했다. 프랑스에서 개최된 2019년 FIFA 여자 월드컵에서는 이탈리아의 8강전 진출에 기여했다.

## 수상
브레시아
- 세리에 A 펨미닐레 1회 우승 (2015-16)
- 여자 코파 이탈리아 1회 우승 (2015-16)
- 여자 수페르코파 이탈리아나 1회 우승 (2015-16)

유벤투스
- 세리에 A 펨미닐레 2회 우승 (2017-18, 2018-19)
- 여자 코파 이탈리아나 1회 우승 (2018-19)

### 개인
- 2019년 이탈리아 축구 명예의 전당 헌정
- 2019년 이탈리아 축구 선수 협회(AIC) 세리에 A 펨미닐레 베스트 일레븐 선정